# 기무라 하나

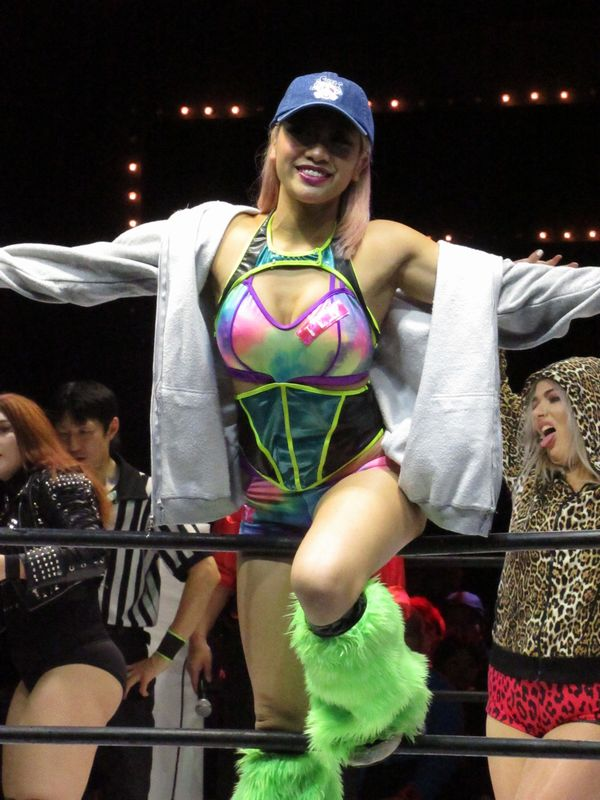
기무라 하나. 2019년 12월.

기무라 하나(일본어: 木村花, 1997년 9월 3일~2020년 5월 23일)는 일본의 전직 여성 프로레슬러 선수로, 스타덤의 소속이지만, 연예 활동은 주로 WALK에 예속된다. 그녀의 모친은 기무라 교코이며, 부친은 인도네시아인이다.

## 소속
- 프로레슬링 A.C.E.(2016년~2018년)
- WRESTLE-1(2018년~2019년)
- 스타덤(2019년~2020년)

## 자살 관련
해당 SNS에 악플들이 지나치게 집중되어 있어, '매일 100건 가까운 비방글에 상처받은 것을 부정할 수 없다'와 '사랑받고 싶은 인생이었다'라는 메시지가 남겨져 있었다. 그녀가 황화 수소 흡입으로 자살하기 2개월 전에 자신의 레슬링 관련 복장을 잘못 세탁한 남성 출연자를 호되게 질책하는 모습이 방영된 이후부터 뒤늦게 보도되었다. 이에 따라 일본 정부와 당국에서는 한국과 비슷한 대책으로, 한국에서의 악플 문제 사례를 벤치마킹할 필요가 있고, 악플러에게 엄중한 처벌을 내려야 한다는 의견이 있던 것으로 보인다. 더욱이 관련 절차를 간소화시키고, 이름 이외의 전화번호 등 더 많은 신상정보까지 한꺼번에 공개하는 것도 검토하였다.

## 같이 보기
- 기무라 교코
- 최숙현
- 고유민